# Општина Косјерић
Општина Косјерић је најсевернија општина у Златиборском округу, у западном делу Србије.
Према резултатима пописа становништва који је реализован 2022. године, на територији општине Косјерић живи 10.175 становника (према попису из 2011. било је 12.090 становника) у 27 насељених места која су углавном смештена у речним долинама, мада има и насеља која се налазе и на преко 1.000 m надморске висине.
Општина се простире на 359 km².

## Историја
У средњем веку, овај крај је био у саставу државе Немањића све до пада Србије под турску управу 1463. године. Током наредна два века, овде су се једнако као и пре Турака укрштали путеви који су водили од мора ка Западној Србији и ка Подунављу и истоку. Каснији ратови Аустрије и Османског царства прилично су проредили становништво, које је бежало у друге, безбедније крајеве и тамо остајало. Тачно време насељавања подручја данашње општине Косјерић тешко је утврдити. Осетнији долазак становништва почео је у другој половини 18. века, уочи познате народне побуне познате под именом Кочина крајина. Углавном су се досељавали људи из Црне Горе, источне Босне, са Старог влаха. Најстарији досељеници населили су, пре осталих, места Варду, Таор и Маковиште.
Сматра се да најстарији досељеници потичу из породице Косијер. У предањима из ранијих времена каже се да је Антоније Косијер дошао из Косијера, из Црне Горе, и довео своја три сина. Затим су дошли Јован Баронин, из села Баре и његова сестра са седам синова. Забележено је да је било досељеника из села Диваца и из Црногорског Колашина. Документи су још прецизнији. У Косјерићу се,1854. године, уз своју друмску механу, настанио извесни Антоније Радојевић. Овај корак охрабрио је остале трговце и сељаке да на истом месту саграде куће и дућане. Касније је, ширењем насеља, Антоније Радојевић успео да срез премести из Ужица у тек стасало место. Косјерић је почео убрзано да се развија тек 1882. године иако му је у томе сметала близина већих места каква су, у оно доба, били Ваљево и Пожега. За варош је проглашен 1892. године а за град тек 30. априла 1966. године и убрзано се развија од проласка пруге Београд-Бар 1972. године.

## Географски положај
Општина Косјерић захвата северни део Златиборског округа. Простире се на површини од 358 km² и чине је 27 насеља у којима живи 10.270 становника. Седиште општине, варошица Косјерић, са око 4.000 становника, налази се на магистралном и железничком правцу који повезује север Србије са Јадранским морем. У блиском окружењу су познати планински центри Дивчибаре, Златибор и Тара. Сеоско становништво општине Косјерић бави се пољопривредом, пре свега производњом шљиве и малине, сточарством и традиционално, туризмом. Индустријски погони усмерени су на производњу грађевинског материјала и прераду метала, дрвета и пољопривредних производа.
Косјерић се налази у плодној долини на 415 м надморске висине. Са северозапада окружен је планином Повлен 1347 м, а са североистока планинама Козомор 1007 м и Маљен 1104 м, на којем се налази висораван Дивчибаре, позната туристичка дестинација за љубитеље зиме и скијања. Са истока је Субјел 924 м, а са југа Косјерић је засечен венцем планина: Дрмановином, са највишим узвишењем Град 1022 м и Јеловом гором 1011 м са југозапада, и Црнокосом 809 м са југоистока.
Добар географски положај Косјерића појачава близина познатих туристичких центара Златибора (удаљен 56 км) и Дивчибара (26 км). На територији општине налази се близу стотину културно - историјских споменика од којих је највреднији Црква брвнара у селу Сеча Река, подигнута у 15. веку, више пута паљена и обнављана а данашњи изглед добила је у време Карађорђа, 1812. године.

## Образовање у Косјерићу
Основна школа ,,Мито Игумановић" Косјерић највећа је школа у општини Косјерић, а једна је и од већих школа у Златиборском округу. Корени писмености и образовања на подручју данашње општине Косјерић досежу до 1845. године када је, за време владавине кнеза Александра Карађорђевића (млађег сина вожда Карађорђа Петровића), у Субјелу отворена основна школа. Недуго затим отвара се школа у Сечој Реци 1852. године, а касније основне школе у Косјерићу и Радановцима, 1869. године, Скакавцима 1880. године, Ражани 1906. године, Тубићима 1939. године. Развитак писмености и школства на подручју тадашњег Среза црногорског, а данашње општине Косјерић, је са симпатијама и благонаклоношћу прихватан међу становништвом, о чему сведочи догађај који се одиграо током посете краља Милана Обреновића 1882. године овом делу Србије. У разговору са народом краљ је сазнао да народ ,,учитеље и попове слуша, јер међу собом нема ученијих људи''. Тада су сељаци поставили краљу реторичко питање: ,,Зар да не слушамо и не поштујемо учитеље који нашу децу уче, који живе заједно са нама, деле нашу срећу и несрећу?" Закључно са 1954. годином, поред већ наведених, формиране су и школе у Мушићима, Парамуну, Брајковићима, Дреновцима и Зарићима, које данас функционишу у склопу ОШ ,,Мито Игумановић". Све ове школе изводиле су наставу по четворогодишњем образовном програму, а логичан след развоја образовног процеса је отварање Ниже гимназије 1946. године, која би могла да представља пандан данашњем другом циклусу основног образовања (образовање од петог до осмог разреда). Реформом школског система 1956. године у Косјерићу се развија осмогодишње основно образовање у виду три функционалне целине - Косјерић (са одељењима у Тубићима, Субјелу, Мушићима и Брајковићима), Ражана (са одељењима у Дреновцима и Радановцима) и Сеча Река (са одељењима у Зарићима и Парамуну). Новом реформом 1974. године је остварена фузија ове три школе у једну целину - ОШ ,,Мито Игумановић". Број ученика који су похађали школу је променљив. Током периода развоја Србије између два светска рата, тај број је био већи од 1000 ученика и у приближно истом опсегу (са одређеним осцилацијама) задржао се до краја прошлог века. Број ученика који тренутно похађа наставу у ОШ ,,Мито Игумановић" је 608.

## Природне одлике

### Клима
Клима је умерено континентална. Просечна годишња количина падавина је износила 778 mm, максимални просек је у мају (94 mm), а минимум у фебруару (48 mm). Број дана са снежним падавинама се креће од 56 у нижим до 94 у вишим пределима. Максимална температура је у јулу 23 °C, a минимална у јануару — 3,5 °C. Влажност ваздуха је минимална у априлу (71%), а максимална у децембру (88%).

### Геоморфолошке карактеристике
Од геоморфолошких карактеристика општине Косјерић могу се истаћи многе долине са стрмим и благо нагнутим странама. Рељеф сачињавају Косјерска котлина, брда Субјел, Црнокоса, Град.
Косјерска котлина је једна у низу котлина којима су на југу ограничене Ваљевске планине, друге две су Лужничка котлина и Пожешка котлина. Генерално гледано, пружање косјерске котлине је по правцу северозапад-југоисток.

### Хидролошке карактеристике
У околини Косјерића постоје бројни стални токови: река Скрапеж, Кладороба, речице Лимца и Годљевача и многи извори од којих су неки и са минералном водом.
Скрапеж настаје спајањем две речице:Годљевачом и Сечицом. Његов ток је дуг 26 km након чега се спаја са Ђетињом и Моравицом образујући Западну Мораву. Протицај реке износи од 3 до 5 m кубних у секунди. Иначе, река је омиљено место косјерских пецароша који се могу похвалити да њихова река има велики број речних врста: клен, скобаљ, поточна пастрмка, кркуша и кечига.
Последњих неколико година живи свет реке Скрапеж угрожава Цементара Титан-Косјерић својим отпадним водама.

### Хидрогеолошке карактеристике
Худрогеолошке карактеристике неког предела чине његове подземне воде и оне које избијају на површину у облику гејзира, слапова или извора. Косјерић нема гејзира, али има бројне изворе минералне воде.
Једно од њих је и Таорско врело које се налази на 700 мнв, а температура воде је од 10-15 °C. Представљало је праву атракцију док се није одлучило да се одатле Косјерић напаја водом.
Такође познато врело је и Скакавичко врело. Налази се у селу Скакавци (9km североисточно од Косјерића)
и богато је сумпоровитом водом за коју кажу да је једна од лековитијих у Србији.

## Привреда
На територији општине Косјерић регистровано је и послује 118 предузећа. Велики значај има пољопривреда којом се бави већина становништва. Оно по чему је овај крај познат јесте узгој малина, шљива, јагода али и других култура о чему говоре подаци да од укупне површине општине 56,9% површине чини пољопривредно земљиште. Под ораницама и баштама је 16,1%, воћњацима 7,3%, ливадама 18,1%, пашњацима 15,1% а на неплодно земљиште отпада 4,7% укупне површине.

### Металска индустрија
Код металске индустрије постоје предузећа “Елкок” а.д.- Предузеће за производњу електропроводника и поцинковане траке за уземљења. и
“Кепо” д.о.о - Производња бакарних фитинга и инсталирање система за грејање.

### Грађевинска индустрија
“Титан Цементара” – производња цемента

### Хемијска индустрија
“Ирком” д.о.о. - Производња боја, лакова, средстава за заштиту дрвета, пасте за прање руку и др.

### Текстилна индустрија
"By me company” - производња женских одевних предмета

## Спорт
Косјерић је одувек био град спорта. Ова мала општина у Златиборском округу у свом власништву има две спортске хале, mini piтch терен, олимпијски базен, стадионе. Добри усови за тренинге привлаче сваке године велике клубове који долазе на припреме током лета. Поред фудбала, стоног тениса и стрељаштва издваја се и одбојка, где је прве кораке направила репрезентативка Сузана Ћебић, житељка овог града.
| Кошаркашки клуб Црнокоса                 | 1982 |
| Женски одбојкашки клуб Црнокоса Артос    | 1968 |
| Мушки одбојкашки клуб Црнокоса           | 1975 |
| Фудбалски клуб Сечица                    | 1956 |
| Фудбалски клуб Црнокоса                  | 1923 |
| Стонотениски клуб                        | 2000 |
| Спортски Клуб слепих и слабовидих „Ирис“ | 2001 |
| Стрељачки клуб “Око соколово”            | 2014 |
| Карате клуб „Црнокоса“                   | 2000 |

## Манифестације
Косјерић је поред сеоског туризма познат по разним манифестацијама од којих се издвајају:
- Арт Камп
- Чобански дани
- Бум 31260 фестивал
- Смотра рукотворина "златне руке"
- Међународни фестивал дечијег фолклора "лицидерско срце"
- Све у вези датума и списак манифестација у Косјерићу  можете погледати путем линка испод
- https://www.odmorukosjericu.rs/manifestacije/

## Чобански дани
Туристичко – културна манифестација „Чобански дани“ представља специфичан Сабор народног стваралаштва, који је као такав постао препознатљив, афирмишући пре свега аутентични приказ богате ризнице народне традиције код Срба.
Поштујући и чувајући традицију обичаје, у Србији се већ годинама за Павловдан, када су се у селима одржавали вашари на којима су се надметали чобани у снази и вештинама, организује Туристичка манифестација "Чобански дани" са окупљањем је у Косјерићу, месту где је зачет Сеоски туризам у Србији.
Први чобански дани одржани су 1980. године на брду Град, надомак Косјерића, на пространим ливадама, међу боровим шумама, на око хиљаду метара висине. Брдом су одјекивали звуци свирала и двојница, а из многобројних грла ориле су се изворне народне песме, па је смотра названа, старо певање у Срба. Посетиоци су и онда, као и сада, највише уживали у игри и песми, шаренилу народних ношњи.
Ова манифестација има за циљ да дочара лепоту и духовно богатство српског народа, а то је и прилика за дружење и уживање у програму локалног културно-уметничког друштва, а последњег дана се бира најлепша чобаница и најлепши пар, а за госте који долазе из урбаних средина, посебно за странце, право уживање биће дефиле мештана у живописним народним ношњама и то не само из Косјерића, већ и других крајева Србије.

## Титан цементара
Титан Цементара Косјерић д.о.о. најмлађа је и најмања фабрика цемента у Србији. Почела је са радом 1976. године, и веома брзо пронашла своје место на тржишту захваљујући високом квалитету цемента и професионалном односу према купцима. Са данашњим капацитетом, од око 750.000 тона цемента годишње, Титан Цементара Косјерић покрива значајне делове тржишта Србије и Црне Горе.   У априлу 2002. године Цементара постаје део Титан Групе, грчког и међународног произвођача цемента. Од приватизације до данас, укупно је инвестирано скоро 56 милиона евра, у унапређења у области заштите животне средине, безбедности на раду, повећања капацитета и оптимизације процеса.
Филозофија одрживог развоја је наше трајно опредељење, а дугорочни резултати оваквог опредељења огледају се кроз инвестирање у производну технологију, у примену различитих пројеката у областима заштите животне средине, образовања, безбедности и здравља на раду, локалну заједницу и непосредно окружење.  Својом политиком поштовања принципа друштвено одговорног пословања, који су интегрални део пословне политике, Титан Цементара Косјерић настоји да се приближи локалној заједници, њеним институцијама и организацијама, као и појединцима, и кроз сарадњу са запосленима допринесе квалитетнијем животу за све.

## Чувени Косјерци
- Лиза Марић Крижанић (1905-1982); сликарка
- Љубомир Марић (1878-1960); армијски генерал Југословенске војске, министар војске краљевској влади, начелник главног генералштаба Југословенске војске
- Милан Јовчић (1929-2001); дописни шах
- Миладин Миша Зарић (1889-1976);  учитељ, познат по томе што је током операције ослобађања Београда у Другом светском рату спасао од рушења Стари савски мост у Београду
- Милован Витезовић (1944-2022); књижевник, писао је песме, афоризме, романе, драме, тв драме и серије, фељтоне, филмска сценарија
- Јордан Ивановић (1947-2010); је био познати српски спортски новинар
- Петар Лазић (1960-2017); књижевник, новинар, публициста и универзитетски професор
- Светомир Ђукић  (1882-1960); официр војске Краљевине Србије и дивизијски генерал у војсци Краљевине Југославије, припадник обавештајне службе Југословенске војске у Отаџбини, отац српског и југословенског олимпизма
- Сретен Марић (1903-1992); есејиста, преводилац и професор светске књижевности на Филозофском факултету у Новом Саду
- Милијан Деспотовић (1952), новинар, публициста и књижевник, пише савремену дечју и  поезију за децу, прозу, књижевну и ликовну критику, афористичке мисли. Објавио више од 50 књига.
- Милуника Митровић (1950), професорка књижевности, библиотекар, пише савремену и хаику поезију, афористичке мисли, прозу и књижевну критику. Објавила 15 књига

## Демографија
Општина је према попису из 2011. године углавном насељено Србима.
| Етнички састав према попису из 2011.‍ | Етнички састав према попису из 2011.‍ | Етнички састав према попису из 2011.‍ | Етнички састав према попису из 2011.‍ | Етнички састав према попису из 2011.‍ |
| ------------------------------------ | ------------------------------------ | ------------------------------------ | ------------------------------------ | ------------------------------------ |
|                                      |                                      |                                      |                                      |                                      |
| Срби                                 | Срби                                 |                                      | 11.879                               | 98,25%                               |
| остали                               | остали                               |                                      | 211                                  | 1,74%                                |
| укупно: 12.090                       |                                      |                                      |                                      |                                      |

## Галерија
- Парк за децу
- Парк у Косјерићу
- Турски хан у Косјерићу
- Река Скрапеж
- Полигон у Косјерићу
- Фудбалски стадион 1
- Фудбалски стадион 2
- Дечији вртић "Олга Грбић"
- Дом културе Косјерић
- Народна библиотека "Сретен Марић"
- Нова спортска хала
- Основна школа "Мито Игумановић"
- Мини пич терен
- Олимпијски базен Косјерић